# شهرستان شین‌نینگ (هونان)
شهرستان شین‌نینگ (به انگلیسی: Xinning County) یک شهرستان در چین است که در شاویانگ واقع شده‌است.